# Gonomyia hodgkini
Gonomyia hodgkini là một loài ruồi trong họ Limoniidae. Chúng phân bố ở miền Australasia.